# عملة عشرين سنت أسترالية
عملة العشرين سنت أصدرت من نظام العملة الأسترالية العشرية مع التحويل إلى العملة العشرية في 14 فبراير 1966 لتحل محل الفلورين الذي كان يساوي شلنين أي عُشر الجنيه.
حتى الآن استُخدمت أربعة تصاميم مختلفة للوجه الأمامي: من عام 1966 إلى عام 1984 استخدموا رأس الملكة إليزابيث الثانية من تصميم أرنولد ماشين، ومن عام 1985 إلى عام 1998 استخدم الرأس من تصميم رافائيل ماكلوف، ومن عام 1999 إلى عام 2019 كان الرأس من تصميم إيان رانك-برودلي ومنذ عام 2019 أصبح الرأس من تصميم جودي كلارك. ويحمل الوجه الأمامي نقش "أستراليا" وسنة الإصدار على الجانب الأيمن و"إليزابيث الثانية" على الجانب الأيسر.
من عام 1966 إلى عام 1994 كان تصميم الوجه الخلفي للعملة هو تصميم خلد الماء لستيوارت ديفلين. وباستثناء الإصدارات التذكارية لا يزال هذا التصميم هو التصميم القياسي للوجه الخلفي.
كانت عملة الأمم المتحدة فئة 20 سنتًا هي أول عملة تذكارية من فئة 20 سنت صدرت للتداول في عام 1995. وقد صدرت تصميمات تذكارية للتداول بالسابق من فئات أخرى.
العملات المعدنية من فئة 20 سنت هي عملة قانونية للمبالغ التي لا تتجاوز 5 دولارات لأي سداد دين.

## العملات التذكارية
كانت هناك إصدارات تذكارية مختلفة بتصميمات الوجه العكسي التالية:
- 1995: الذكرى الخمسين للأمم المتحدة (مع شعار الأمم المتحدة).
- 2001: إحياء ذكرى السير دونالد برادمان (1908 – 2001).
- 2001: الذكرى المئوية للاتحاد الأسترالي: مجموعة من تسع عملات معدنية، ست منها للولايات واثنتان للأقاليم وواحدة لجزيرة نورفولك.[3] صمم هذه القطع النقدية طلاب من كل منطقة.[2]
- 2003: إحياءً لذكرى متطوعي أستراليا. "متطوعو أستراليا - يُحدثون فرقًا"
- 2005: مرور 60 عامًا على انتهاء الحرب العالمية الثانية مع عودة الحرب العالمية 1939-1945 إلى الوطن. استُوحي التصميم من صورة من مجموعة النصب التذكاري للحرب الأسترالية.
- 2010: الذكرى المئوية لمكتب الضرائب الأسترالي.
- 2011: زفاف صاحب السمو الملكي الأمير وليام وكاثرين ميدلتون: دوق ودوقة كامبريدج.
- 2011: الذكرى المئوية لليوم العالمي للمرأة.
- 2011: الذكرى السنوية العاشرة للسنة الدولية للمتطوعين. (آي واي في +10)
- 2013: الذكرى المئوية لكانبيرا
- 2016: الذكرى السنوية الخمسين للعملة العشرية - على غير العادة بالنسبة للعملات الأسترالية كان الوجه الأمامي هو التذكاري والوجه الخلفي هو المعتاد.

## الأصناف
باستثناء العملات التذكارية تعرّف هواة جمع العملات على عدد من أنواع العملات المعدنية ذات الإصدار العادي وذلك على وجهي العملة. أول هذه الأنواع هو إصدار عام 1966 وهو إصدار ثمين للغاية يتميز بـ"موجة" أعلى الخط السفلي للرقم 2 في "20" على الوجه الخلفي. حيث تُباع هذه العملات الآن بأكثر من 200 دولار أمريكي حسب الحالة. أما الأنواع الأخرى من الوجه الخلفي فتتميز عادةً بطول وعدد مخالب خلد الماء. وهذه المخالب عرضة للتغير إذا استُخدم ضغط ختم غير صحيح في صنع قوالب العملات. وتُشاهد هذه الاختلافات غالبًا على العملات المعدنية المصنّعة في دور سك العملات الأجنبية.
بالنسبة لوجه رأس برودلي حتى الآن وجدت العديد من الاختلافات:
- 1999 مع حروف أكثر سمكًا.
- 2000-2003 قللت الحروف قليلاً بمقدار 0.01 مم.
- وكان العدد الصادر في عام 2004 يتضمن شكلين:
  - "الرأس الصغير": رأس قلص بالكامل بمقدار 2 مم وكتابة أكثر سمكًا. إن هذه النسخة متداولة على نطاق واسع.
  - "الرأس الكبير": إصدار مماثل لوجه العملة الصادر بين عامي 2000 و2003. كان هذا الإصدار متوفرًا فقط في علب سك العملة ونادرًا ما يُتداول.
- أعيدت إصدارات 2005 غير التذكارية والإصدارات اللاحقة إلى الوجه "ذات الرأس الكبير".
- كان العدد التذكاري للحرب العالمية الثانية لعام 2005 يحمل رأسًا أكبر.

## سك العملات المعدنية لعام 1981
في عام 1981 تطلب الأمر عدد كبير من عملات العشرين سنتًا وهو عدد يفوق بكثير طاقة دار سك العملة الملكية الأسترالية في كانبرا مما أدى إلى سك بعض العملات في منشآت أخرى. حيث يُعرف النموذج الكندي لعملة العشرين سنت باسم "دار سك العملة الملكية في أوتاوا" وهو ما قد يكون مضللًا إذ لم تُنتج دار سك العملة الملكية في أوتاوا بعد عام 1976 سوى عملات تذكارية من معادن ثمينة مثل دار سك العملة الملكية في بيرث مما يعني أن هذه العملات ربما أُنتجت في منشآت دار سك العملة الملكية الكندية في وينيبيغ.
نظرًا لاختلاف عملية الطحن والتلدين فإن العملة الكندية من فئة 20 سنت الصادرة عام 1981 تتميز بطابعها المميز لدى هواة جمع العملات وحتى لدى مُتداولي العملات النقدية. فحواف الطحن الآلي العلوية والسفلية مستديرة وليست مربعة كالعملات الأسترالية ولندن -مع تداولها لأكثر من 25 عامًا- فحتى مع تآكلها تبقى حوافها لامعة وليست باهتة كمثيلاتها في دور سك العملات الأخرى. وتُلاحظ هذه الصفات أيضًا في العملات الكندية من العصور المماثلة.
أُنتجت بعض العملات الكندية بإصبع قدم أولي قصير على المخلب الأيمن. ويُشار إليها باسم "تنوع 31⁄2مخلب".

## سك النقود
كانت كمية العملات المعدنية بقيمة 20 سنت التي سكوها في عامي 1981 و1982 كافية لعدم الحاجة إلى إصدار العديد من العملات المعدنية للتداول حتى عام 1990.
سُكّت عملات عامي 1983 و1984 للتداول وبلغ عدد القطع النقدية المسكوكة 55.11 مليون و27.82 مليون قطعة على التوالي ولكن لم تُطرح للتداول العام. لاحقًا أعادت دار سك العملة الملكية الأسترالية صهرها مما جعلها نادرة نسبيًا. وقد دُفعت أقساط كبيرة مقابل عدد قليل من لفافات دار سك العملة من هذين العامين والتي عُرضت في المزادات.
يذكر موقع دار سك العملة الملكية الأسترالية إصدار 2.7 مليون عملة معدنية لعام 1985 ولكن لم تسك أي عملة من فئة 20 سنت لعام 1988. ولم تصدر أي منها في عامي 1983 و1984 ولم تسك أي عملات معدنية للتداول في الفترة من 1986 إلى 1993 و1995 (تصميم خلد الماء القياسي فقط)
اعتبارًا من عام 2022 أكد الرئيس التنفيذي لدار سك العملة الملكية الأسترالية أن تكلفة إنتاج عملة 20 سنتًا كانت أعلى من القيمة الاسمية للعملة.

## روابط خارجية
- إعلان عن الانتقال العشري
- عشرين سنتًا | دار سك العملة الملكية الأسترالية
- العملة الأسترالية العشرية
- عملات من أستراليا / نوع العملة: عشرون سنتًا – نادي العملات على الإنترنت